# Nina Vislova
Nina Gennad'evna Vislova (in russo Нина Геннадьевна Вислова?; Mosca, 4 ottobre 1986) è una giocatrice di badminton russa.

## Palmarès
Olimpiadi
- 1 medaglia:
  - 1 bronzo (Londra 2012 nel doppio)

Europei
- 3 medaglie:
  - 1 oro (Manchester 2010 nel doppio)
  - 2 bronzi (Herning 2008 nel doppio; Karlskrona 2012 nel doppio)

Europei a squadre miste
- 1 medaglia:
  - 1 argento (Lubin 2017)

Europei a squadre
- 3 medaglie:
  - 2 argenti (Varsavia 2010; Basilea 2014)
  - 1 bronzo (Kazan 2018)

Universiadi
- 1 medaglia:
  - 1 bronzo (Kazan 2013 nel doppio misto)